# Curt-Carl Gunnar Schreiber
Curt-Carl Gunnar Schreiber, född 17 april 1902 i Stockholm, död 6 januari 1976 i Göteborg, var en svensk redaktör, författare, målare och tecknare.
Han var son till kamreren CGA Schreiber och Alma Charlotta Söderberg och 1941–1946 gift med Märtha Isabella Carlsson. Schreiber valde den militära banan och var officer i svenska armén fram till 1927 då han enrollerade sig i Franska främlingslegionen. Under sin tid vid legionen tjänstgjorde han i bland annat Nordafrika och Vietnam. Han återvände till Sverige 1938 och deltog följande år som frivillig i finska vinterkriget och i samband med freden övergick han till journalistiken. I sina ungdomsår studerade han måleri via korrespondens kurser och han fortsatte med självstudier vid lediga stunder under sin militära tid. Bland hans offentliga arbeten märks en altartavla i glasmålning för Grums kyrka och en stor utsikt över Göteborg i gouache för Göteborgs historiska museum samt ett porträtt av generalmajor Jonas Gyllenspetz. Hans konst består av porträtt, religiösa motiv, minnesbilder från sin tid i främlingslegionen. Som tecknare medverkade han i dagspressen i Göteborg, Karlstad och Borås. Schreiber är representerad vid Gustav VI Adolfs samling,